# Lost in the House
Albums de Godspeed You! Black Emperor
f#a#∞
(1997) Slow Riot for New Zerø Kanada
(1999)
Singles par Fly Pan Am
Fly Pan Am
(1999)
Lost in the House est un split single enregistré par les groupes Godspeed You! Black Emperor et Fly Pan Am. Il a été sorti gratuitement par aMAZEine!, un magazine indépendant de Montréal publié entre 1995 et 1999 par Marie-Douce St-Jacques, pour leur quatrième numéro,. Les 550 premières copies ont été pressées sur un vinyle blanc alors que les suivantes l'ont été sur un vinyle noir. 
Chacun des deux groupes a enregistré un titre prenant une face du vinyle. Fly Pan Am a enregistré L'espace au sol est redessiné par d'immenses panneaux bleus (qui apparaît également sur leur premier album éponyme) sur la première face, tandis que Godspeed You! Black Emperor a enregistré Sunshine + Gasoline sur la deuxième.

## Liste des titres
| 1.    | L'espace au sol est redessiné par d'immenses panneaux bleus (de Fly Pan Am) | 6:49 |
| 2.    | Sunshine + Gasoline (de Godspeed You! Black Emperor)                        | 5:26 |
| 12:15 |                                                                             |      |

## Crédits
Puisque qu'aucune liste des musiciens ayant participé au single n'a pu être trouvée, la liste ci-dessous est celle des membres des deux groupes en 1998, et peut donc contenir des informations erronées.

### Godspeed You! Black Emperor
- Efrim Menuck : guitare électrique
- David Bryant (en) : guitare
- Mike Moya (en) : guitare
- Mauro Pezzente (en) : guitare basse
- Thierry Amar (en) : guitare basse
- Aidan Girt (en) : batterie
- Bruce Cawdron : percussions
- Norsola Johnson : violoncelle

### Fly Pan Am
- Jonathan Parant : guitare électrique
- Félix Batterie : batterie
- Roger Tellier-Craig : guitare électrique
- J.S. Truchy : guitare basse

### Production
- Marie-Douce St-Jacques : réalisation artistique[1]